# Aqjaiyq Futbol Kluby
L'Aqjaiyq Futbol Kluby (in kazako Ақжайық футбол клубы?, traslitterazione anglosassone FK Akzhayik), è una società calcistica kazaka con sede nella città di Oral. Milita nella Birinşi Lïga, la seconda serie del campionato kazako.
Fondato nel 1968, disputa le partite interne nello Stadio Petr Atoyan di Oral, impianto da 8.320 posti.
Ha vinto un campionato kazako di seconda divisione, nel 2015.

## Organico

### Rosa 2019
Aggiornata al 19 novembre 2019.
| N. |                       | Ruolo | Calciatore           |
| -- | --------------------- | ----- | -------------------- |
| 1  | Kazakistan (bandiera) | P     | Aleksandr Udalov     |
| 2  | Kazakistan (bandiera) | C     | Anton Kuksin         |
| 3  | Croazia (bandiera)    | D     | Denis Glavina        |
| 4  | Kazakistan (bandiera) | D     | Evgeniy Rafikov      |
| 5  | Kazakistan (bandiera) | D     | Vladimir Pokatilov   |
| 6  | Kazakistan (bandiera) | D     | Ilnur Mangutkin      |
| 7  | Kazakistan (bandiera) | A     | Sergey Schaff        |
| 8  | Kazakistan (bandiera) | A     | Aleksey Maltsev      |
| 9  | Kazakistan (bandiera) | A     | Roman Pavinich       |
| 11 | Kazakistan (bandiera) | A     | Däwrenbek Täjimbetov |
| 13 | Kazakistan (bandiera) | A     | Erzhan Ibragimov     |
| 14 | Kazakistan (bandiera) | D     | Bauyrzhan Omarov     |
| 16 | Kazakistan (bandiera) | P     | Ilya Karavaev        |

| N. |                       | Ruolo | Calciatore         |
| -- | --------------------- | ----- | ------------------ |
| 17 | Kazakistan (bandiera) | D     | Erbolat Rustemov   |
| 18 | Kazakistan (bandiera) | D     | Ruslan Khairov     |
| 19 | Kazakistan (bandiera) | C     | Maksim Gladchenko  |
| 21 | Kazakistan (bandiera) | D     | Nauryzbek Zhagorov |
| 23 | Kazakistan (bandiera) | A     | Arman Smailov      |
| 28 | Brasile (bandiera)    | C     | Mello              |
| 29 | Kazakistan (bandiera) | D     | Maksim Litvinov    |
| 37 | Kazakistan (bandiera) | C     | Rashid Lyukhay     |
| 77 | Kazakistan (bandiera) | D     | Arman Murat        |
| 78 | Kazakistan (bandiera) | C     | Daniil Kochnev     |
| 87 | Ucraina (bandiera)    | D     | Serhij Basov       |
| 98 | Kazakistan (bandiera) | C     | Adilet Bolatov     |
| 99 | Kazakistan (bandiera) | P     | Sergey Tkachuk     |

## Palmarès

### Competizioni nazionali
- Campionato kazako di seconda divisione: 1

2015

### Altri piazzamenti
- Campionato kazako di seconda divisione:

Secondo posto: 2002, 2007, 2009, 2020 (girone B)
Terzo posto: 2019
- Coppa del Kazakistan:

Finalista: 2022
Quarti di finale: 2013